# Michail Illarionovič Voroncov
Il conte Michail Illarionovič Voroncov (in russo Михаил Илларионович Воронцов?; Minsk, 12 luglio 1714 – Mosca, 15 febbraio 1767) è stato un politico russo.

## Biografia
Esponente di una famiglia dell'alta nobiltà dei boiardi, Michail era il figlio del conte Illarion Gavrilovič Voroncov, e di sua moglie, Anna Maslova.
All'età di quattordici anni ricoprì la carica di ciambellano alla corte della gran principessa Elisabetta Petrovna Romanova, figlia di Pietro I, e fu valletto di camera della futura imperatrice.
Il 6 dicembre 1741 comandò il suo colpo di Stato al comando del Reggimento dei Granatieri di Preobraženskij.
Dopo il colpo di Stato, nel 1744 fu nominato Vicecancelliere e diede inizio ad una politica illuministica, divenendo mecenate dei fratelli Pëtr Ivanovič Šuvalov e Ivan Ivanovič Šuvalov.
Divenendo per qualche tempo il favorito della zarina, ingelosì il rivale Aleksej Petrovič Bestužev-Rjumin, che con altri immigrati francesi ordì una congiura ai danni del Vicecancelliere; grazie ad un colpo di Stato di Aleksander Ivanovič Šuvalov, la cospirazione fu scoperta e Bestužev-Rjumin cadde in disgrazia.
Allora Voroncov divenne Cancelliere di Stato, perseguendo una politica onesta e irresoluta e facendosi controllare dalla zarina, finché perse tutto il suo potere all'avvento di Caterina II sul trono.
Nonostante la generosità dell'imperatrice Elisabetta, egli era costantemente alla ricerca di denaro. Per coprire i costi per la costruzione di palazzi, si impegnò in imprese rischiose.
Massone, nel 1756 fu Maestro venerabile della loggia di San-Pietroburgo Skromnosti [Alla Discrezione].

## Matrimonio
Sposò, il 31 gennaio 1742, Anna Karlovna Skavronskaja (1722-1776), figlia di Karl Samoilovič Skavronskij. Ebbero quattro figli:
- Anna Michajlovna (13 aprile 1743-21 febbraio 1769), sposò il conte Aleksandr Sergeevič Stroganov;
- Nikolaj Michajlovič (23 febbraio 1751-23 aprile 1751);
- Marija Michajlovna (14 gennaio 1753-25 luglio 1753);
- Elisaveta Michajlovna (11 luglio 1757-16 giugno 1758).

## Morte
Morì il 15 febbraio 1767 a Mosca. Fu sepolto accanto ai suoi genitori nel Monastero di Santa Croce, che fu demolito nel 1934.
Suo nipote, il conte Aleksandr Romanovič Voroncov, fu un importante uomo politico sotto il regno di Alessandro I.